# Torstanus Jonæ Helsing
Torstanus Jonæ Helsing, född i Selångers socken, död 1661 i Selångers socken, var en svensk kyrkoman och riksdagsman.

## Biografi
Torstanus Jonæ Helsing var son till hemmansägaren Jonas Olofsson i Gäversta. Efter att 1627 ha inskrivits vid Uppsala universitet, prästvigdes Torstanus 1632. Han nämns sedan 1646 som komminister i Enångers socken. Han fick rekommendation av drottning Kristina och ärkebiskop Laurentius Paulinus Gothus till tjänsten som kyrkoherde i Segersta socken, men tjänsten tillföll en annan, och Torstanus blev 1649 kyrkoherde i Selångers socken. Sockenborna emottog superintendenten Petrus Steuchius maning att acceptera utnämningen, men ställde som motkrav att han skulle vara bosatt i staden Sundsvall, inte i deras landsortssocken. Torstanus bosatte sig emellertid i prästgården.
Torstanus var ombud för prästerskapet vid riksdagen 1652 och riksdagen 1657.
Hans andra hustru var enligt herdaminnena en dotter till kyrkoherden i Enångers socken Laurentius Danieli och Margareta Terserus som var syster till biskop Johannes Elai Terserus och Adolphus Elai Terserus. Sonen Andreas Torstani, oklart från vilket äktenskap, var verksam vid Gävle skola.